# Козінець (Підляське воєводство)
Козінець (пол. Koziniec) — село в Польщі, у гміні Ясьонувка Монецького повіту Підляського воєводства.
Населення — 74 особи (2011).
У 1975-1998 роках село належало до Білостоцького воєводства.

## Демографія
Демографічна структура станом на 31 березня 2011 року:
|          | Загалом | Допрацездатний вік | Працездатний вік | Постпрацездатний вік |
| -------- | ------- | ------------------ | ---------------- | -------------------- |
| Чоловіки | 35      | 8                  | 23               | 4                    |
| Жінки    | 39      | 8                  | 26               | 5                    |
| Разом    | 74      | 16                 | 49               | 9                    |